# División Pacífico de la NBA
La División Pacífico es una división de la Conferencia Oeste de la NBA.

## Equipos actuales
| Equipo                                                                   | Ciudad                                        | Año   | Desde                                   |
| Equipo                                                                   | Ciudad                                        | Unión | Unión                                   |
| ------------------------------------------------------------------------ | --------------------------------------------- | ----- | --------------------------------------- |
| Golden State Warriors (1971–presente) San Francisco Warriors (1962–1971) | Oakland, California San Francisco, California | 1970  | División Oeste                          |
| Los Angeles Clippers (1984–presente) San Diego Clippers (1978–1984)      | Los Ángeles, California San Diego, California | 1978  | Atlantic Division (como Buffalo Braves) |
| Los Angeles Lakers                                                       | Los Ángeles, California                       | 1970  | División Oeste                          |
| Phoenix Suns                                                             | Phoenix, Arizona                              | 1972  | Midwest Division                        |
| Sacramento Kings                                                         | Sacramento, California                        | 1988  | Midwest Division                        |

### Equipos a lo largo de la historia
|  | Denota equipo que pertenece actualmente a la división |
|  | Denota equipo que dejó la división                    |

## Campeones
|  | Obtiene o iguala el mejor balance victorias-derrotas de esa temporada |

| Temporada | Equipo                 | Récord       | Resultado en playoffs             |
| --------- | ---------------------- | ------------ | --------------------------------- |
| 1970-71   | Los Angeles Lakers     | 48–34 (.585) | Pierde Finales de Conferencia     |
| 1971-72   | Los Angeles Lakers     | 69–13 (.841) | Gana Finales de la NBA            |
| 1972-73   | Los Angeles Lakers     | 60–22 (.732) | Pierde Finales de la NBA          |
| 1973-74   | Los Angeles Lakers     | 47–35 (.573) | Pierde Semifinales de Conferencia |
| 1974-75   | Golden State Warriors  | 48–34 (.585) | Gana Finales de la NBA            |
| 1975-76   | Golden State Warriors  | 59–23 (.720) | Pierde Finales de Conferencia     |
| 1976-77   | Los Angeles Lakers     | 53–29 (.646) | Pierde Finales de Conferencia     |
| 1977-78   | Portland Trail Blazers | 58–24 (.707) | Pierde Semifinales de Conferencia |
| 1978-79   | Seattle SuperSonics    | 52–30 (.634) | Gana Finales de la NBA            |
| 1979-80   | Los Angeles Lakers     | 60–22 (.732) | Gana Finales de la NBA            |
| 1980-81   | Phoenix Suns           | 57–25 (.695) | Pierde Semifinales de Conferencia |
| 1981-82   | Los Angeles Lakers     | 57–25 (.695) | Gana Finales de la NBA            |
| 1982-83   | Los Angeles Lakers     | 58–24 (.707) | Pierde Finales de la NBA          |
| 1983-84   | Los Angeles Lakers     | 54–28 (.659) | Pierde Finales de la NBA          |
| 1984-85   | Los Angeles Lakers     | 62–20 (.756) | Gana Finales de la NBA            |
| 1985-86   | Los Angeles Lakers     | 62–20 (.756) | Pierde Finales de Conferencia     |
| 1986-87   | Los Angeles Lakers     | 65–17 (.793) | Gana Finales de la NBA            |
| 1987-88   | Los Angeles Lakers     | 62–20 (.756) | Gana Finales de la NBA            |
| 1988-89   | Los Angeles Lakers     | 57–25 (.695) | Pierde Finales de la NBA          |
| 1989-90   | Los Angeles Lakers     | 63–19 (.768) | Pierde Semifinales de Conferencia |
| 1990-91   | Portland Trail Blazers | 63–19 (.768) | Pierde Finales de Conferencia     |
| 1991-92   | Portland Trail Blazers | 57–25 (.695) | Pierde Finales de la NBA          |
| 1992-93   | Phoenix Suns           | 62–20 (.756) | Pierde Finales de la NBA          |
| 1993-94   | Seattle SuperSonics    | 63–19 (.768) | Pierde 1.ª ronda                  |
| 1994-95   | Phoenix Suns           | 59–23 (.720) | Pierde Semifinales de Conferencia |
| 1995-96   | Seattle SuperSonics    | 64–18 (.780) | Pierde Finales de la NBA          |
| 1996-97   | Seattle SuperSonics    | 57–25 (.695) | Pierde Semifinales de Conferencia |
| 1997-98   | Seattle SuperSonics    | 61–21 (.744) | Pierde Semifinales de Conferencia |
| 1998-99   | Portland Trail Blazers | 35–15 (.700) | Pierde Finales de Conferencia     |
| 1999-00   | Los Angeles Lakers     | 67–15 (.817) | Gana Finales de la NBA            |
| 2000-01   | Los Angeles Lakers     | 56–26 (.683) | Gana Finales de la NBA            |
| 2001-02   | Sacramento Kings       | 61–21 (.744) | Pierde Finales de Conferencia     |
| 2002-03   | Sacramento Kings       | 59–23 (.720) | Pierde Semifinales de Conferencia |
| 2003-04   | Los Angeles Lakers     | 56–26 (.683) | Pierde Finales de la NBA          |
| 2004-05   | Phoenix Suns           | 62–20 (.756) | Pierde Finales de Conferencia     |
| 2005-06   | Phoenix Suns           | 54–28 (.659) | Pierde Finales de Conferencia     |
| 2006-07   | Phoenix Suns           | 61–21 (.744) | Pierde Semifinales de Conferencia |
| 2007-08   | Los Angeles Lakers     | 57–25 (.695) | Pierde Finales de la NBA          |
| 2008-09   | Los Angeles Lakers     | 65–17 (.793) | Gana Finales de la NBA            |
| 2009-10   | Los Angeles Lakers     | 57–25 (.695) | Gana Finales de la NBA            |
| 2010-11   | Los Angeles Lakers     | 57–25 (.695) | Pierde Semifinales de Conferencia |
| 2011-12   | Los Angeles Lakers     | 41–25 (.621) | Pierde Semifinales de Conferencia |
| 2012-13   | Los Angeles Clippers   | 56–26 (.683) | Pierde 1.ª ronda                  |
| 2013-14   | Los Angeles Clippers   | 57–25 (.695) | Pierde Semifinales de Conferencia |
| 2014-15   | Golden State Warriors  | 67–15 (.817) | Gana Finales de la NBA            |
| 2015-16   | Golden State Warriors  | 73–9 (.890)  | Pierde Finales de la NBA          |
| 2016-17   | Golden State Warriors  | 67–15 (.817) | Gana Finales de la NBA            |
| 2017-18   | Golden State Warriors  | 58–24 (.707) | Gana Finales de la NBA            |
| 2018-19   | Golden State Warriors  | 57–25 (.695) | Pierde Finales de la NBA          |
| 2019-20   | Los Angeles Lakers     | 52–19 (.732) | Gana Finales de la NBA            |
| 2020-21   | Phoenix Suns           | 51–21 (.708) | Pierde Finales de la NBA          |
| 2021-22   | Phoenix Suns           | 64–18 (.780) | Pierde Semifinales de Conferencia |
| 2022-23   | Sacramento Kings       | 48–34 (.585) | Pierde 1.ª ronda                  |
| 2023-24   | Los Angeles Clippers   | 51–31 (.622) | Pierde 1.ª ronda                  |
| 2024-25   | Los Angeles Lakers     | 50–32 (.610) | Pierde 1.ª ronda                  |

## Títulos
|  | Denota equipo que ya no pertenece a la División Pacífico |

| Equipo                                            | Títulos | Temporada(s) |
| ------------------------------------------------- | ------- | --- |
| Los Angeles Lakers                                | 25      | 1970-71, 1971-72, 1972-73, 1973-74, 1976-77, 1979-80, 1981-82, 1982-83, 1983-84, 1984-85, 1985-86, 1986-87, 1987-88, 1988-89, 1989-90, 1999-00, 2000-01, 2003-04, 2007-08, 2008-09, 2009-10, 2010-11, 2011-12, 2019-20, 2024-25 |
| Phoenix Suns                                      | 8       | 1980-81, 1992-93, 1994-95, 2004-05, 2005-06, 2006-07, 2020-21, 2021-22 |
| Golden State Warriors                             | 7       | 1974-75, 1975-76, 2014-15, 2015-16, 2016-17, 2017-18, 2018-19 |
| Seattle SuperSonics (ahora Oklahoma City Thunder) | 5       | 1978-79, 1993-94, 1995-96, 1996-97, 1997-98 |
| Portland Trail Blazers                            | 4       | 1977-78, 1990-91, 1991-92, 1998-99 |
| Sacramento Kings                                  | 3       | 2001-02, 2002-03, 2022-23 |
| Los Angeles Clippers                              | 3       | 2012-13, 2013-14, 2023-24 |